# Museo de las Casas Reales

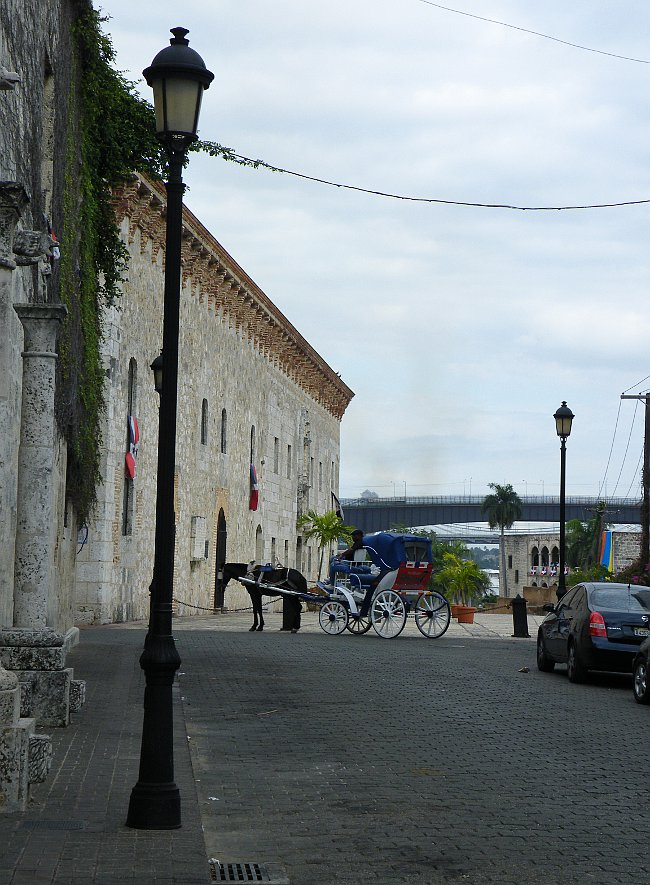
Blick auf das Museo de las Casas Reales aus der Calle Las Damas, einer der ältesten Straßen Santo Domingos

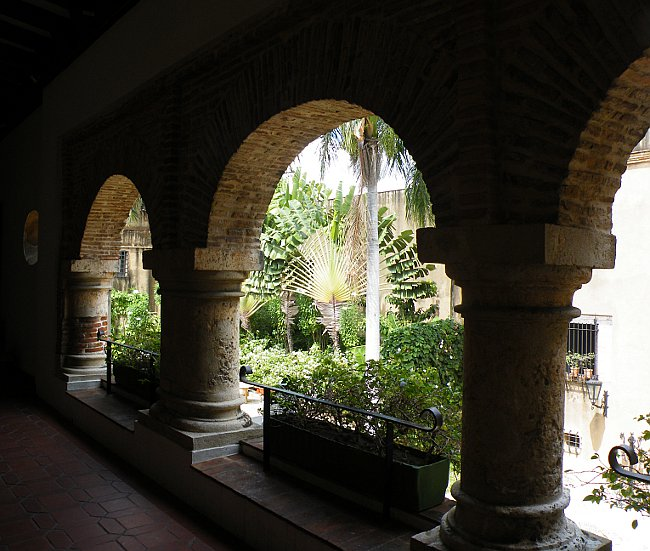
Blick in einen Innenhof der Casas Reales aus dem 1. Stock

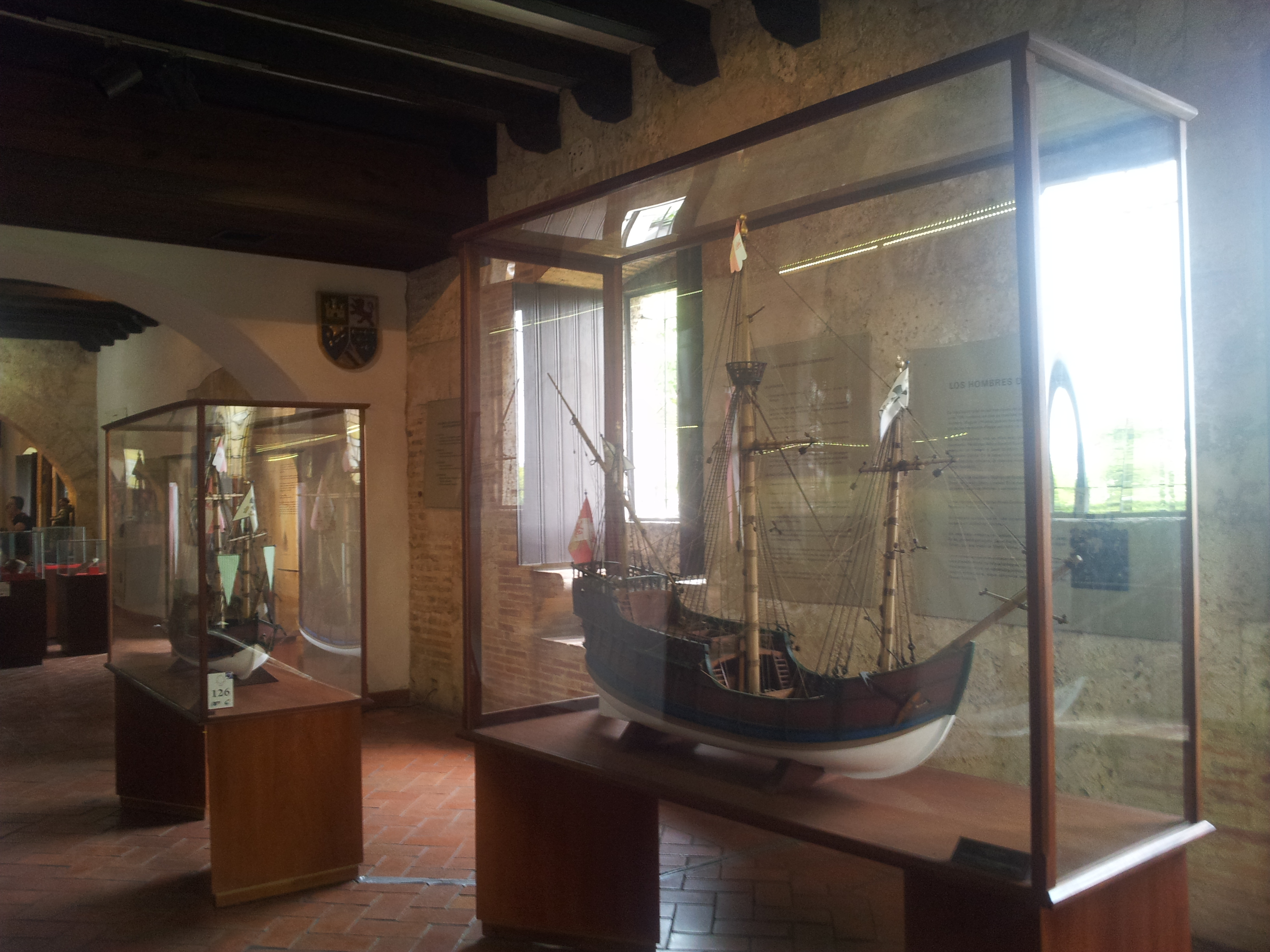
Die Schiffe des Kolumbus in einem Ausstellungsraum im Erdgeschoss des Museums

Das Museo de las Casas Reales (dt. Museum der königlichen Häuser) ist ein historisches Gebäude in Santo Domingo, der Hauptstadt der Dominikanischen Republik. Der Name bezieht sich darauf, dass das Gebäude ursprünglich zwei Institutionen beherbergt hat:
- die Königliche Audienz (Real Audiencia)[1]
- den Palast des Gouverneurs bzw. des Kapitän-Generals

Heute ist es ein Museum, das sich mit der Geschichte der Dominikanischen Republik zwischen 1492 und 1821 befasst. Dieser Zeitraum entspricht der Kolonialzeit Spaniens auf der Insel Hispaniola.
Es handelt sich um ein Kulturdenkmal. Seine Bedeutung wurde formal bestätigt, als es 1990 als Teil des UNESCO-Weltkulturerbes Ciudad Colonial von Santo Domingo unter Schutz gestellt wurde. Es befindet sich in Sichtweite des Alcázar de Colón oberhalb des Río Ozama.

## Geschichte
Das Gebäude wurde 1511 unter dem spanischen König Ferdinand II. erbaut, zwei Jahre nachdem Diego Kolumbus (Diego Colón), Sohn des Entdeckers Christoph Kolumbus, vom König als Gouverneur von Santo Domingo eingesetzt worden war. Dem Gouverneur ist die eine Hälfte des Gebäudes gewidmet. Um die Macht des Gouverneurs zu beschränken, wurde die Real Audiencia geschaffen. Sie residierte im anderen Teil des Gebäudes. Diese königliche Audienz war eine sehr mächtige Organisation, die unter anderem bei der Einführung der Sklaverei eine Rolle gespielt hat, indem sie zu einer mächtigen Lobby der Großgrundbesitzer wurde.
Bereits 40 Jahre nach der Gründung hatte die Stadt Santo Domingo und mit ihr die Insel Hispaniola aus der Sicht des Kolonialherren Spanien ihre Bedeutung wieder verloren: Die anfänglichen Goldfunde erwiesen sich als wenig ergiebig. Die Gold- und Silberbeute, die in Mexiko und Peru gemacht werden konnte, führte dazu, dass dort eigene Kapitän-Generäle bestallt wurden. Dementsprechend genießt das Gebäude vor allem als Zeugnis für diese frühe Periode des Kolonialismus allgemeines Interesse.
Als Direktorin fungiert die dominikanische Architektin Iris De Mondesert (Stand 2023).

## Architektur
Auffällig ist der weiße Stein bzw. Ton, aus dem das Gebäude besteht. Die Fassade kommt praktisch ohne jede Farbe aus. Lebendige Formen finden sich kaum. Dadurch entsteht ein sehr schlichter Eindruck. Viel freundlicher wirken dagegen die Innenhöfe. Sie sind bepflanzt und werden häufig für Feste und Veranstaltungen verwendet. Die ornamentalen Details der Architektur, die man dort finden kann, lassen sich dem isabellinischen und dem plateresken Stil zuordnen.
Das Gebäude wurde mehrmals modernisiert:
- 1807 durch Louis Ferrand
- 1905 durch Carlos Felipe Morales
- noch einmal durch den Diktator Trujillo

Dementsprechend gibt nicht jedes Detail die ursprüngliche Architektur wieder.

## Ausstellung
Während das Gebäude in erster Linie ein Zeugnis der ersten fünf Jahrzehnte des 16. Jahrhunderts darstellt, widmet sich das Museum der gesamten Kolonialzeit Santo Domingos bis zu der Loslösung vom spanischen Mutterland 1821 durch eine Revolution des französischsprechenden Westteils der Insel, dem heutigen Haiti.
Die folgenden Themen werden – meist in einem dafür vorgesehenen Raum – betrachtet:
- Entdeckung Amerikas 1492
- Eroberung Hispaniolas durch die Spanier
- Christianisierung der Sklaven und der wenigen überlebenden Indianer
- Piraterie und Schmuggel
- Wirtschaft (Zucker, Rum, Tabak)
- Santa Barbara
- Pharmazie
- Geschichte der Keramik
- Familienleben
- Transport und Verkehr
- Waffen und Militär
- fiskalische Buchführung
- Rechtsprechung
- Protokoll
- Saal der Anhörung (Salón del Oídor Principal; mit Wartesaal)
- Saal des Kapitän-Generals (mit Vorraum)

Im Gegensatz zu der eher geringen Detailtiefe der meisten Themen werden bei der Betrachtung der pharmazeutisch relevanten Substanzen 51 Stoffe betrachtet.
2023 wurde zum 50. Jahrestages des Museums ein Festvortrag mit dem Titel „Erste Dörfer, Städte und Gemeinden auf Hispaniola“ (sp. Primeros Poblados, Villas y Ciudades en la Española) von dem Architekten José Manuel Batlle Pérez gehalten und es wurde die Ausstellung „Wappen der ersten Städte Hispaniolas“ (sp. Escudos de las Primeras Villas de la Española) eröffnet.